# Ifito (figlio di Naubolo)
Ifito (in greco antico: Ἴφιτος?) è un personaggio della mitologia greca. Suo padre fu Naubolo il re di Focide.

## Mitologia
Originario della Focide, Ifito fu uno dei partecipanti alla spedizione degli Argonauti e giunto in Colchide, quando i sacerdoti di Ares diedero l'allarme e i Colchi li attaccarono rimase ferito assieme ad Argo, Atalanta, Meleagro e Giasone e per fuggire si appese alla nave che stava salpando.
Medea curò tutti con i suoi filtri magici ma non fece in tempo a completare l'opera che Ifito morì per le ferite ricevute.
Sposò Ippolita e divenne padre di Schedio e di Epistrofo, due condottieri che combatterono durante la guerra di Troia.